# Шамоа
Шамоа (фр. Chamoy) насеље је и општина у североисточној Француској у региону Шампањ-Арден, у департману Об која припада префектури Троа.
По подацима из 2011. године у општини је живело 479 становника, а густина насељености је износила 28,68 становника/km². Општина се простире на површини од 16,7 km². Налази се на средњој надморској висини од 152 метара.

## Демографија
| 1962. | 1968. | 1975. | 1982. | 1990. | 1999. | 2011. |
| ----- | ----- | ----- | ----- | ----- | ----- | ----- |
| 282   | 325   | 291   | 386   | 446   | 425   | 479   |

График промене броја становника у току последњих година